# Congopyge saginatum
Congopyge saginatum är en mångfotingart. Congopyge saginatum ingår i släktet Congopyge och familjen Odontopygidae. Inga underarter finns listade i Catalogue of Life.